# محطة مصر (القاهرة)

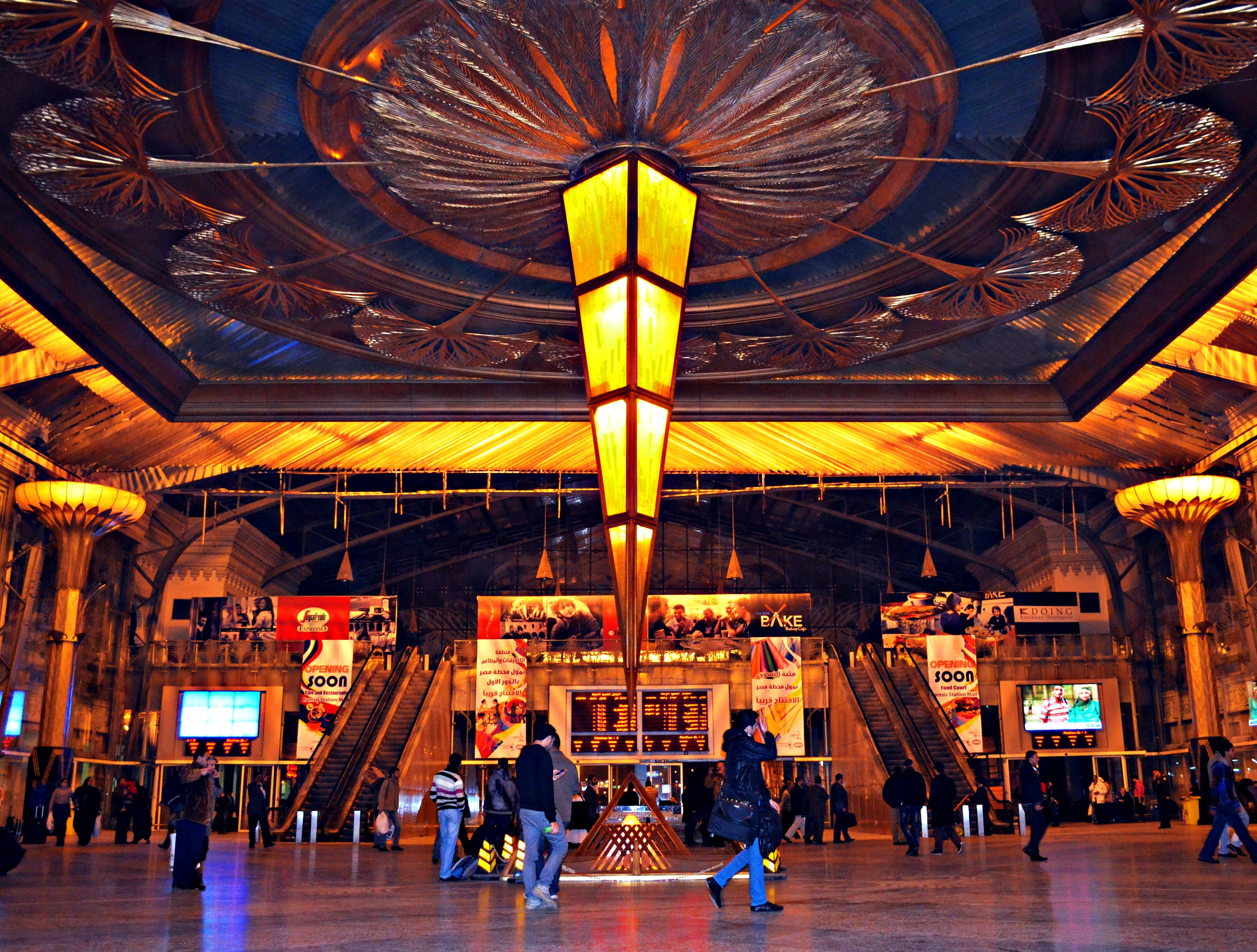
محطة مصر من الداخل ليلاً.

محطة مصر أو محطة رمسيس، هي محطة القطارات المركزية بمدينة القاهرة في مصر. تقع في ميدان رمسيس، كما يطلق نفس الاسم على محطة القطارات المركزية في مدينة الإسكندرية شمال مصر، وتنطلق من محطة مصر في القاهرة كافة أنواع القطارات على اختلاف درجاتها إلى جميع نواحي مصر.

## تاريخ

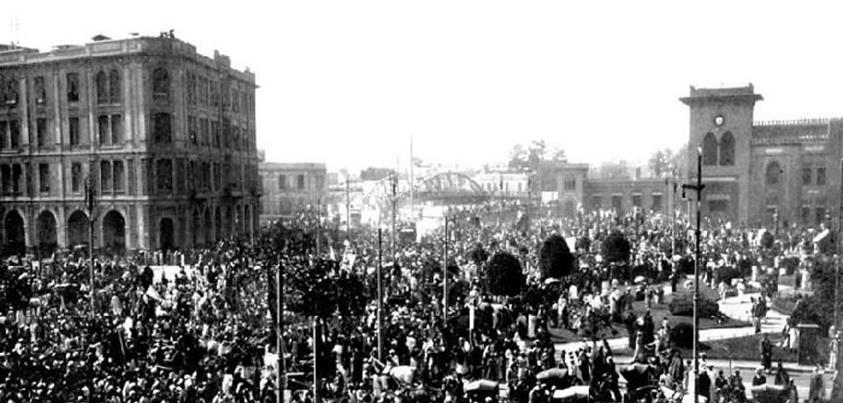
ثورة 1919

يرجع إنشاء محطة مصر إلى أواسط القرن التاسع عشر عام 1853. وكان مبنى هذه المحطة قد تم تشييده عند افتتح أول خط سكة حديد في مصر في نفس عام البناء لنقل الركاب ما بين القاهرة والإسكندرية، ثم جرى توسعة المبنى مرتين، الأولى عام 1892، والثانية عام 1955.
كان يطلق على محطة مصر في الماضي اسم باب الحديد ومنه استلهم المخرج يوسف شاهين فيلمه الشهير باب الحديد والذي تدور أحداثه في محطة مصر.

## معرض الصور

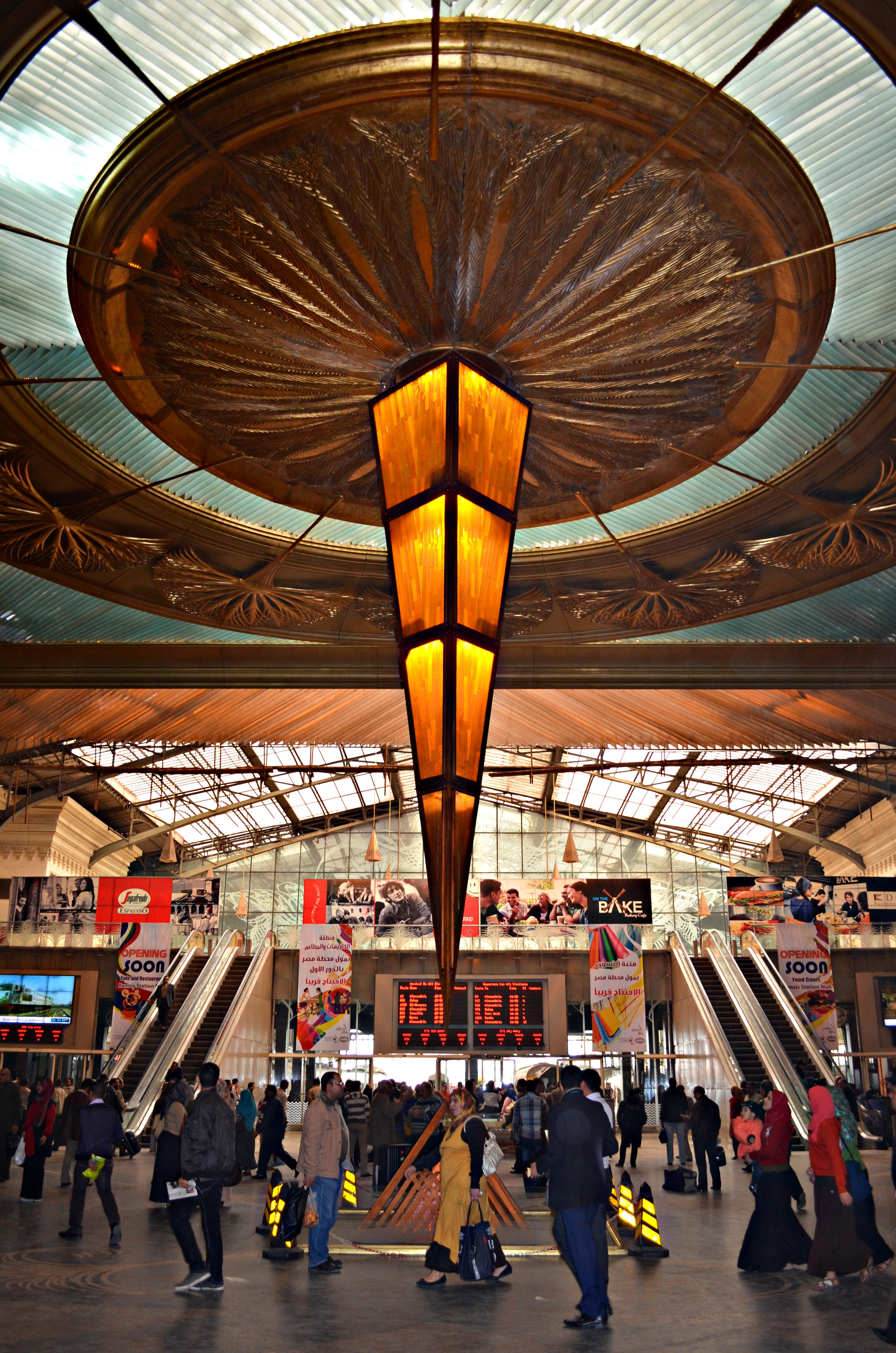
داخل المحطة نهاراً.
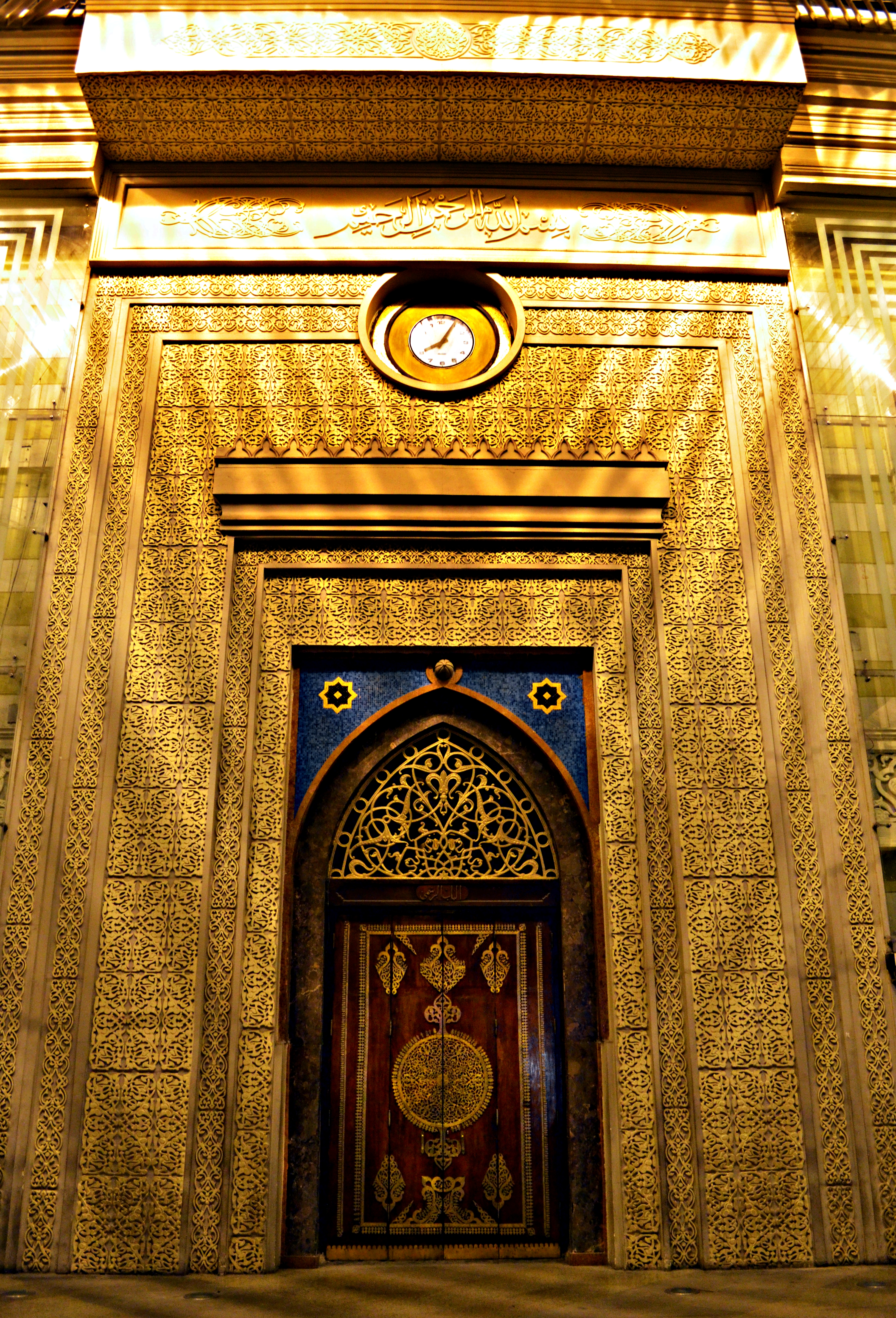
الباب الرئيسي من الداخل.
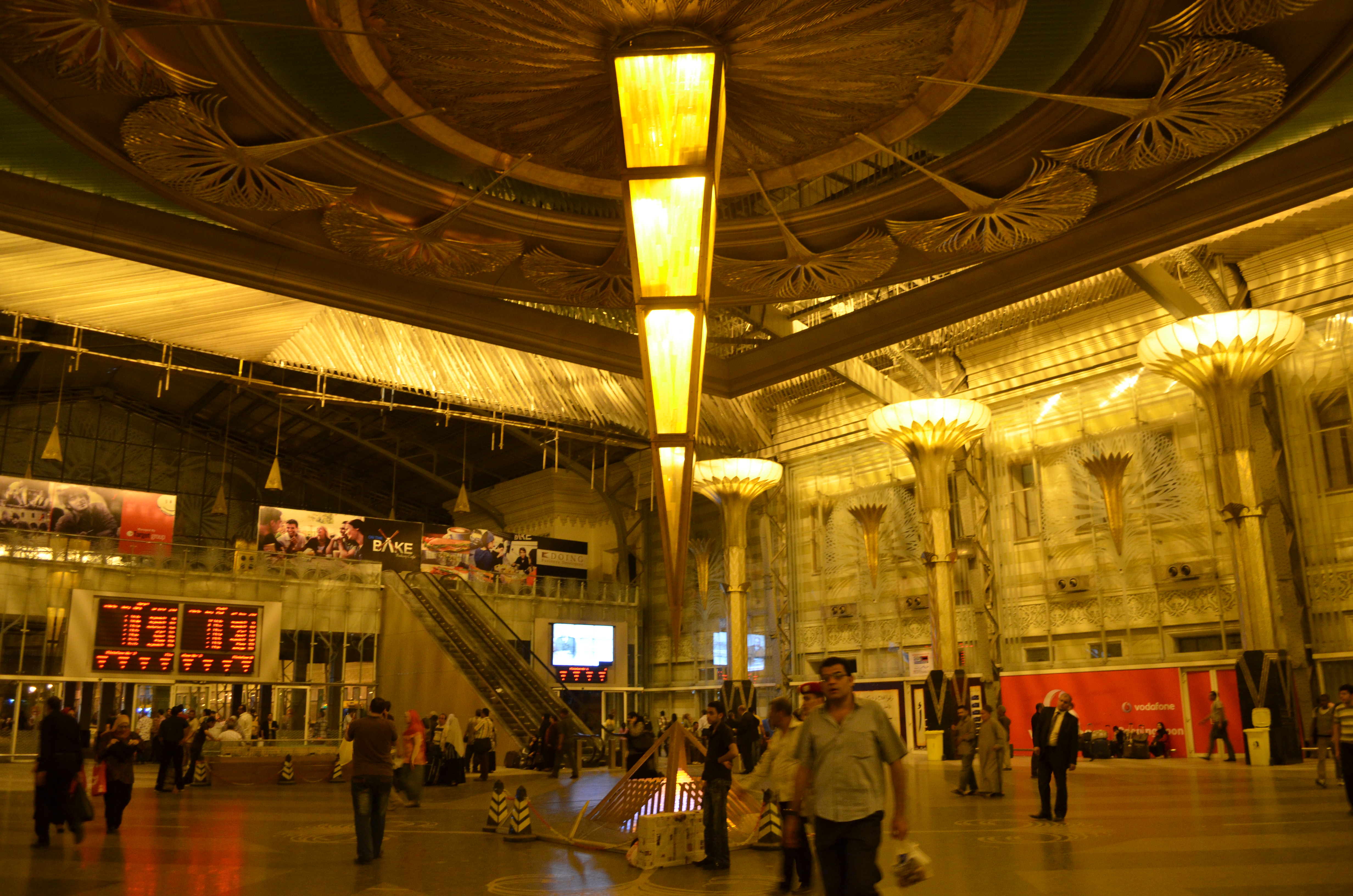
داخل المحطة.
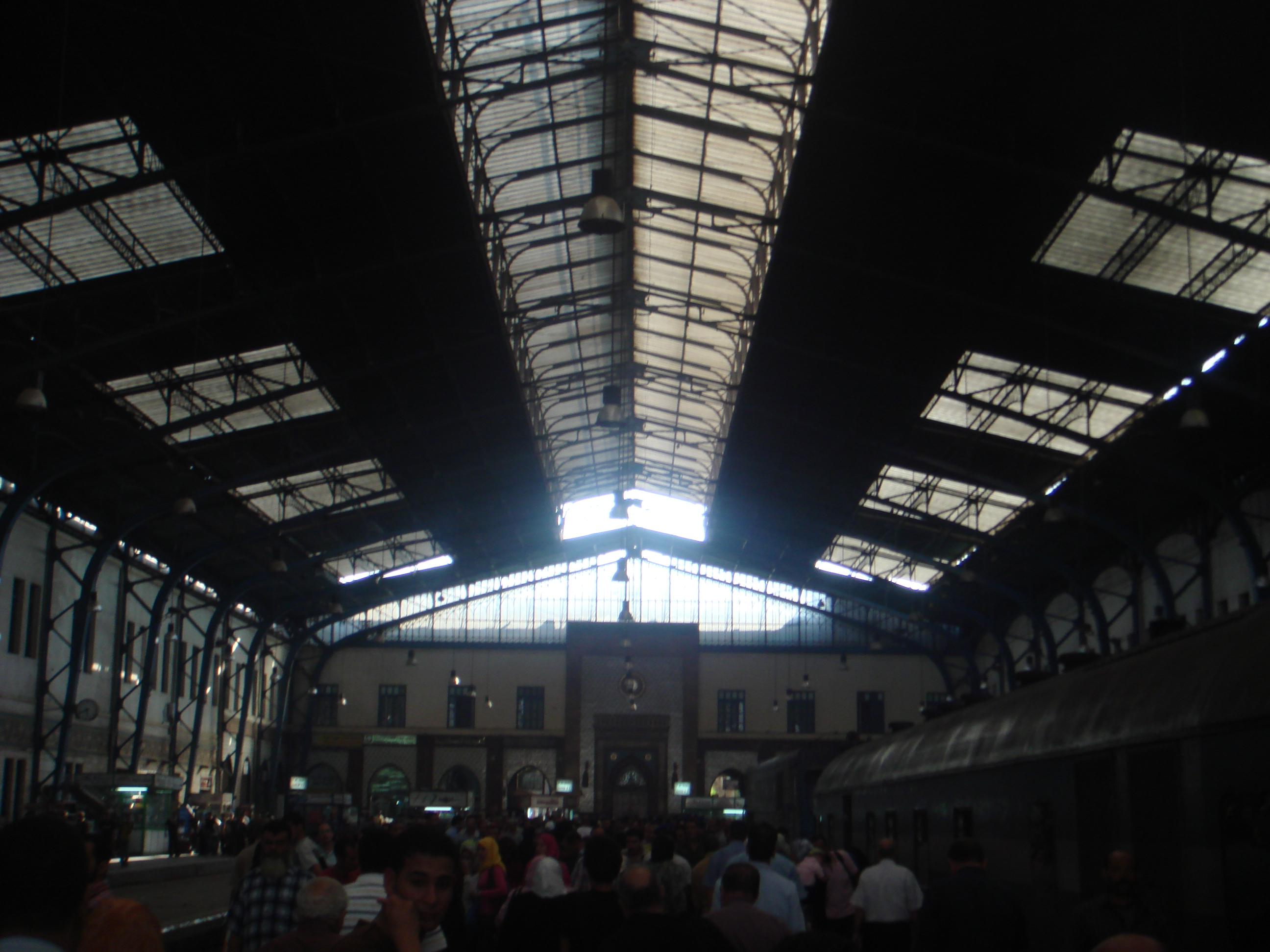
في المكان المخصص لأرصفة القطارات.
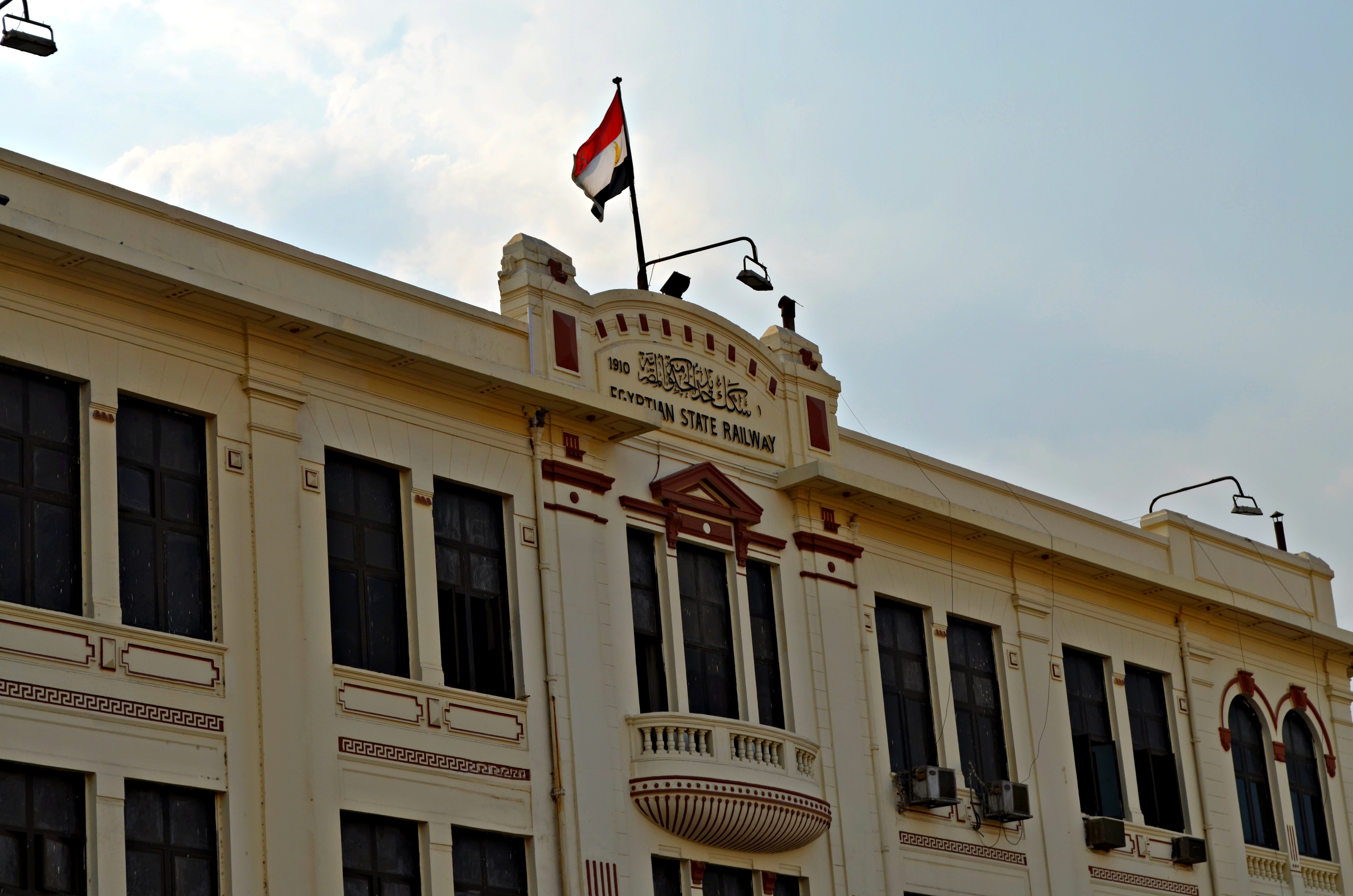
مبنى سكك حديد الحكومة المصرية، المجاور للمحطة.
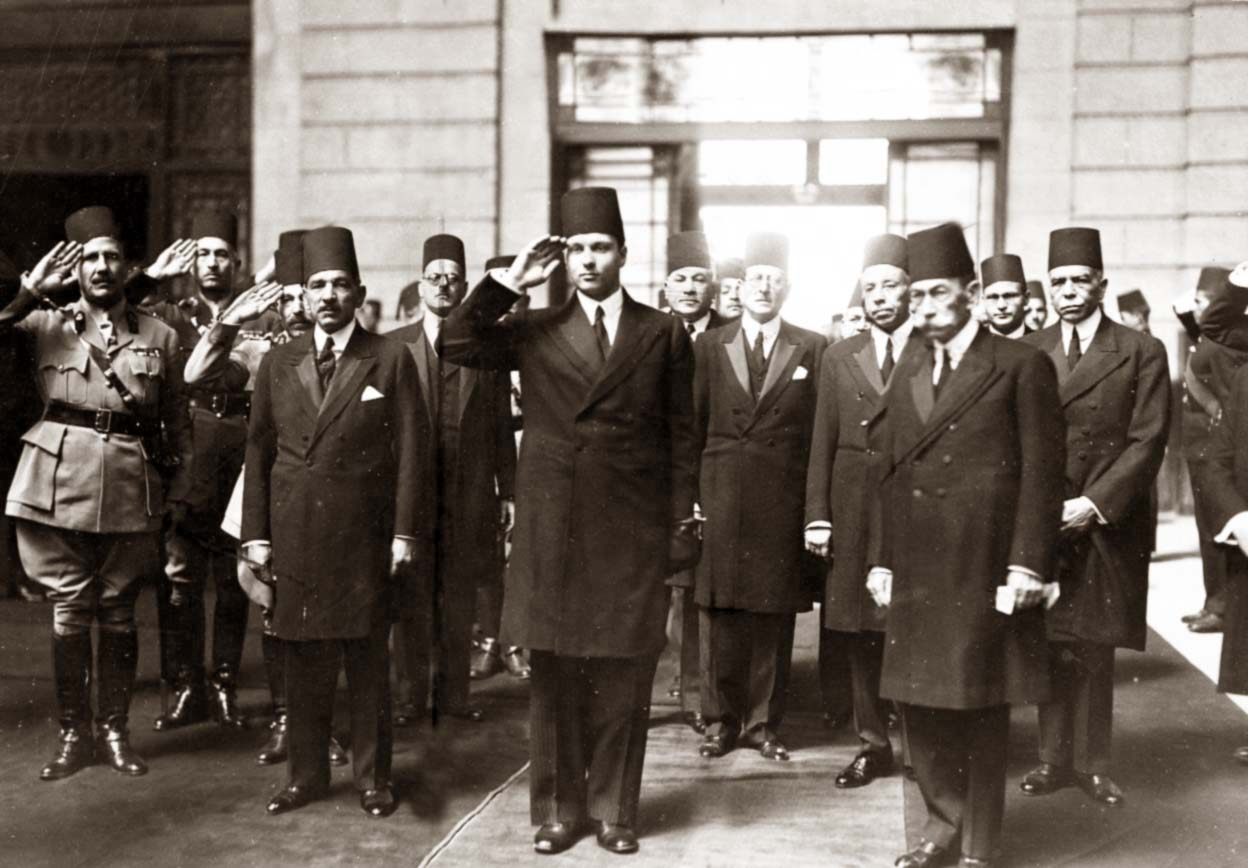
خروج الملك فاروق الأول من محطة مصر مع الوزراء وهو يؤدي التحية العسكرية.
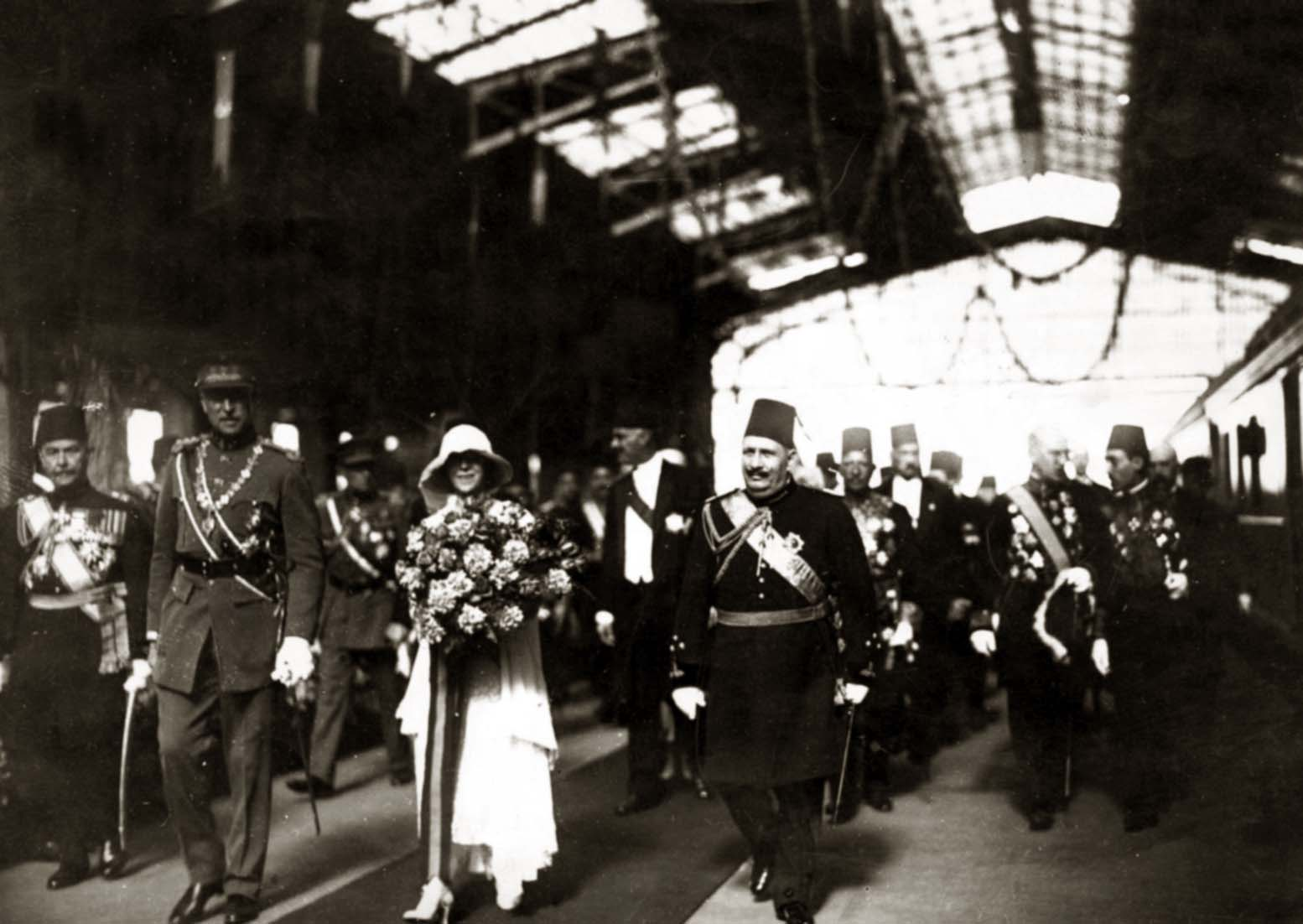
الملك فؤاد الأول السابق مع ملك وملكة بلجيكا داخل المحطة.
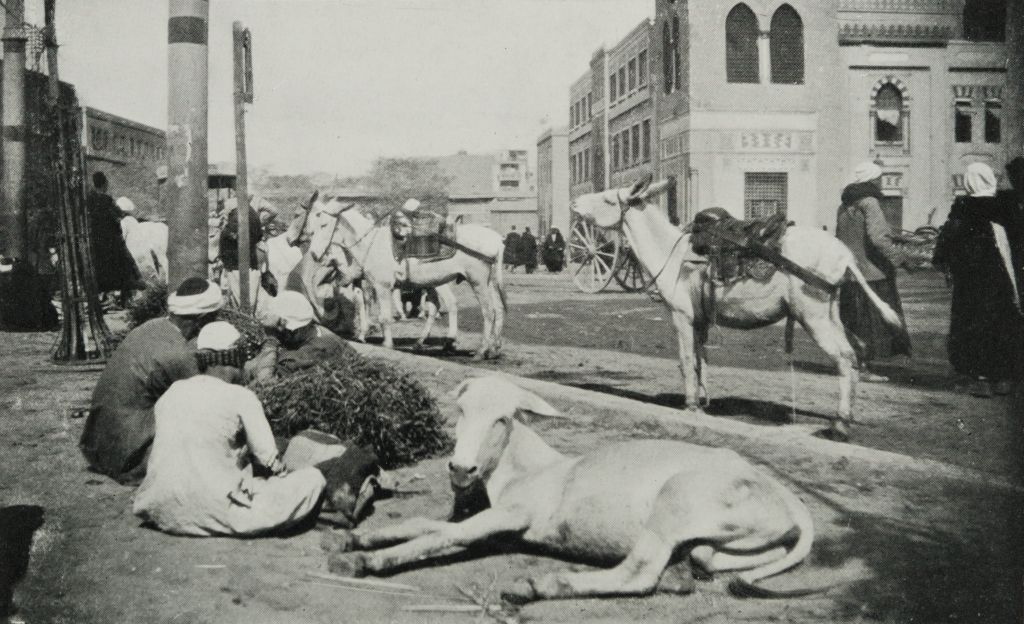
مكان انتظار تظهر فيه حيوانات الركوب عام 1911.